# أسطول الحرية 3
أسطول الحرية 3 (بالإنجليزية: Freedom Flotilla III) هو أسطول يتكون من 5 سفن وناشطين متعددي الجنسيات، إنطلق في 10 مايو 2015 من السويد ليتوقف في عدة مدن أوروبية وانطلاقه الرسمي سيكون من أثينا في اليونان في 25 يونيو 2015 إلى قطاع غزة في فلسطين،. هذا الأسطول من تنظيم تحالف أسطول الحرية الذي يضم العديد من المنظمات والجمعيات الدولية.

هذا الأسطول هو الثالث بعد أسطول الحرية 1 في 2010، ثم أسطول الحرية 2 في 2011.

في أولى ساعات 29 يونيو 2015, بدأت طائرات بدون طيار إسرائيلية تحلق فوق الأسطول، تبعتها زوارق من البحرية أحاطت بالسفينة السويدية ماريان، بينما عادت بقية السفن الثلاثة أدراجها. السفينة ماريان كانت على مشارف غزة عندما تعرضت لها القوات الإسرائيلية وانقطع الاتصال بها وبمن عليها في حوالي الساعة 1:00 صباحا يوم 29 يونيو بتوقيت غزة ومكة المكرمة، وصرح بعض المسؤولين في الجيش الإسرائيلي في حوالي الساعة 4:30 عن السيطرة على السفينة واقتيادها بمن فيها نحو ميناء أشدود. 

بعد التحقيق معهم، قررت إسرائيل ترحيل النشطاء العرب إلى الأردن والأوروبيين إلى بلدانهم، وقامت بترحيل المرزوقي إلى باريس يوم 30 يونيو 2015.

## الدعم
أقيمت عدة وقفات في دول أوروبية لدعم هذا الأسطول، ونفس الشيء وقع في غزة. من جهة أخرى، وقع حوالي 100 نائب في البرلمان الأوروبي عريضة يدعمون فيها الأسطول ويدعون فيها رفع الحصار عن غزة وعدم التعرض له من قبل السلطات الإسرائيلية من بينهم نائب رئيس البرلمان ديمتريوس باباديموليس (Dimítrios Papadimoúlis). 
 في 26 مايو 2015، عقد نواب في البرلمان الأوروبي ندوة يدعم فيها أسطول الحرية. 

في 4 يونيو 2015، إلتقى وفد من الحملة الأوروبية لكسر الحصار عن غزة مع وزيرة الخارجية السويدية مارغو والستروم، أين بحثوا سبل دعم الأسطول وكذلك الضغط على كل الأطراف لتخفيف الحصار عن القطاع، وأكددت على افتخارها باعتراف بلادها قبل أشهر بدولة فلسطين. 

قامت ساندرا وايت (Sandra White) النائبة في البرلمان الاسكتلندي مشروع قرار لبرلمان بلادها لدعم أسطول الحرية 3 وجهود كسر الحصار عن غزة وذلك بهدف دعمه من محاولات الاعتراض.

زارت هيلفي لارسون (Hillevi Larsson) النائبة في البرلمان السويدي مقر الحملة الأوروبية لكسر الحصار عن غزة في السويد وذلك لتعبر عن دعمها للأسطول وللحملة بصفة عامة.

في 19 يونيو 2015، وصلت السفينة ماريان لإيطاليا، وكان فاستقبالها جمع كبير من المساندين، ومنهم ليولوكا أورلاندو (Leoluca Orlando) رئيس بلدية مدينة باليرمو وعبر عن مساندة مدينته لحقوق الإنسان ودعم الجهود لرفع الحصار عن غزة.

وضعت لجنة العلاقات في البرلمان الأوروبي بالتعاون مع المجلس التشريعي الفلسطيني، موضوع أسطول الحرية الثالث على رأس أجندة أعمالها مطالبة بحماية الأسطول وفتح معابر القطاع فورا.

## ردود الفعل حول اعتراض وإعتقال الأسطول

### رسمية
- المنظمة الإسلامية للتربية والعلوم والثقافة: (إيسيسكو): أدانت الإيسيسكو قيام سلطات الاحتلال الإسرائيلية باحتجاز إحدى سفن أسطول الحرية 3، وناشطين من بينهم الرئيس التونسي السابق المنصف المرزوقي. وقالت إن هذا العمل الإجرامي قرصنة واضحة وانتهاك للقانون الدولي. ودعت المجتمع الدولي إلى إجبار سلطات الاحتلال على الإفراج الفوري عن جميع المشاركين وضمان سلامتهم.[7]
- لجنة الأمم المتحدة الاقتصادية والاجتماعية لغرب آسيا (إسكوا): أدانت الأمينة التنفيذية للإسكوا ريما خلف عملية اختطاف الأسطول، وفي بيان مطول طالبت خلف الإفراج الفوري عن المرزوقي ومن معه، وقالت إن ما قام به الرئيس المرزوقي ورفاقه هو ممارسة للحق واستجابة لنداء الضمير برفع الظلم والمعاناة عن مليون وثمانمائة ألف من المدنيين المحاصرين في غزة، وما قامت به إسرائيل بغي وعدوان.[8]
- الاتحاد العالمي لعلماء المسلمين: وجه رئيس الاتحاد يوسف القرضاوي للمشاركين في الأسطول تحية وشكرهم على ما قاموا به وقال أنهم صبروا وصابروا وتحملوا الكثير من أجل إحياء قضية فلسطين الكبرى، وأضاف نحيي الرجل الحر الشجاع الذي يحمل قضايا أمته المنصف المرزوقي الرئيس التونسي السابق.[9]
- تونس: طالبت تونس عبر رئاسة الجمهورية ووزارة الخارجية، إسرائيل بالإفراج الفوري عن الرئيس السابق المنصف المرزوقي، وأدانت عملية احتجاز السفينة وحملت السلطات الإسرائيلية مسؤولية سلامة الناشطين الذين عليها.[10]
- قطر: عبرت قطر في بيان لوزارة الخارجية عن استنكارها الشديد لتعرض قوات الاحتلال للأسطول واحتجازه بمن فيه، وطالب بإطلاق سراح الرئيس التونسي السابق المرزوقي فوريا ومن معه من ناشطين ودعت المجتمع الدولي إلى التحرك الفوري لوقف التعسف الإسرائيلي وفك الحصار عن قطاع غزة.[11]
- السويد: أدانت وزارة الخارجية السويدية إسرائيل لتدخلها على متن سفينة ماريان السويدية في المياه الدولية أثناء مشاركتها في أسطول الحرية الثالثة إلى غزة. وطالب البيان إسرائيل إلى رفع الحصار عن غزة فورا.[12]

### غير رسمية
- أصدرت كل من الأحزاب التونسية حركة النهضة والتكتل الديمقراطي والحزب الجمهوري والمؤتمر من أجل الجمهورية وحزب التيار الديمقراطي وحزب التحرير بيانات تدين فيها اعتراض الأسطول وتتضامن فيها مع الشعب الفلسطيني وغزة وتطالب فيها المجتمع الدولي بالتدخل لضمان سلامة المشاركين على رأسهم الرئيس السابق المنصف المرزوقي.[13][14][15][16][17][18]
- قال الناطق الرسمي باسم حركة حماس الفلسطينية أن اختطاف متضامني أسطول الحرية هو انتهاك للقانون الدولي ودعا المجتمع الدولي للخروج عن صمته وتحمل مسؤولياته تجاه هذه الجريمة.[19]
- تم تنظيم وقفة احتجاجية ومسيرة في كل من تونس العاصمة (تونس) وفي تطوان (المغرب) والدنمارك لدعم أسطول الحرية والتعبير عن رفض احتجازه إضافة إلى الدعوة إلى إطلاق سراح المحتجزين وذلك في 29 يونيو 2015.
- إنتقدت أحزاب بوديموس والكتلة القومية الجاليكية الإسبانية العرقلة الإسرائيلية لأسطول الحرية الثالث إلى غزة. في بيان مكتوب، وصفت الكتلة القومية الجاليكية الإجراء الإسرائيلي بأنه "قرصنة"، ودعت وزارة الخارجية الإسبانية لاتخاذ موقف صارم إزاء الحادث ومواجهة قضية غزة. وحث المتحدث باسم حزببوديموس أيضا المجتمع الدولي إلى رفع صوتها ضد إسرائيل.[20]

## المشاركين
أعلن رئيس الحملة مازن كحيل أن قرابة 100 من المتضامنين يمثلون عشرات الدول من شتى أنحاء العالم من بينهم نواب وسياسيون وأكاديميون وحقوقيون وإعلاميون يشاركون في الأسطول.
أنظر القائمة الكاملة هنا على الموقع الرسمي.
| الدولة                                    | الشخصية                                              | الصفة                                                                                          |
| ----------------------------------------- | ---------------------------------------------------- | ---------------------------------------------------------------------------------------------- |
| تونس                                      | المنصف المرزوقي                                      | رئيس الجمهورية التونسية السابق.                                                                |
| السويد                                    | كايسا إكيس إكمان (Kajsa Ekis Ekman)                  | كاتبة وصحفية وناشطة.                                                                           |
| إسبانيا                                   | تيريزا فوركاديس (Teresa Forcades)                    | راهبة بندكتية مسيحية.                                                                          |
| العراق                                    | نسرين الهاشمي                                        | طبيبة وباحثة وتدعي أنها حفيدة الملك فيصل الأول.                                                |
| كندا                                      | روبرت لوفلايس (Robert Lovelace)                      | ناشط وبروفيسور في التنمية العالمية في جامعة كوينز.                                             |
| كندا                                      | كيفين نايش (Kevin Neish)                             | ناشط وحقوقي، ناشط في حركة التضامن العالمية.                                                    |
| المغرب                                    | أبي زيد المقرئ الإدريسي                              | داعية ومفكر ونائب في مجلس النواب المغربي.                                                      |
| تونس                                      | أنور الغربي                                          | مستشار رئيس الجمهورية التونسية السابق المرزوقي وأحد مؤسسي الحملة الأوروبية لكسر الحصار عن غزة. |
| إسبانيا                                   | إستيفانيا توريس مارتينيز (Estefanía Torres Martínez) | نائبة في البرلمان الأوروبي.                                                                    |
| الأردن                                    | يحيى السعود                                          | نائب في مجلس النواب الأردني.                                                                   |
| فلسطين                                    | باسل غطاس                                            | من عرب 48 ونائب في الكنيست.                                                                    |
| أستراليا                                  | روبرت مارتن (Robert Martin)                          | ناشط ومناهض للحرب.                                                                             |
| إسبانيا                                   | آنا ميراندا (Ana Miranda Paz)                        | نائبة في البرلمان الأوروبي.                                                                    |
| الجزائر                                   | ناصر حمدادوش                                         | نائب في المجلس الشعبي الوطني.                                                                  |
| النرويج                                   | جيرد فون دير ليب (Gerd von der Lippe)                | عالمة اجتماع في الرياضة، أستاذة، صحفية وكاتبة. رياضية سابقة في الجري السريع.                   |
| الدنمارك                                  | أوزلام سكيك (Özlem Cekic)                            | نائبة سابقة في البرلمان الدنماركي.                                                             |
| الولايات المتحدة                          | جوي ميادورس (Joe Meadors)                            | جندي سابق في بحرية الولايات المتحدة وناجي من حادثة يو اس اس ليبرتي.                            |
| الولايات المتحدة                          | آن رايت (Ann Wright)                                 | جندية سابقة برتبة عقيد في القوات البرية الأمريكية، ومسؤولة في وزارة الخارجية الأمريكية.        |
| السويد                                    | برتيل غوستافسون (Bertil Gustafsson)                  | عالم رياضيات تطبيقي ومحلل عددي وأستاذ في جامعة أوبسالا.                                        |
| السويد                                    | درور فايلر (Dror Feiler)                             | مغني وفنان وناشط يساري، ولد في إسرائيل.                                                        |
| السويد                                    | ماريا سفنسون (Maria Svensson)                        | ناطقة رسمية باسم حزب مبادرة نسائية.                                                            |
| السويد                                    | دانيال سيستراكيك (Daniel Sestrajcic)                 | نائب في البرلمان السويدي.                                                                      |
| السويد                                    | أولف بيارالد (Ulf Bjereld)                           | أستاذ في جامعة غوتنبرغ ورئيس حزب السويد الاشتراكي الديمقراطي الديني.                           |
| النرويج                                   | أوسموند غروفر أوكروست (Åsmund Grøver Aukrust)        | نائب في البرلمان النرويجي.                                                                     |
| الدنمارك                                  | روزا لوند (KRosa Lund)                               | نائبة في البرلمان الدنماركي.                                                                   |
| السويد                                    | آسا سفينسون (Åsa Svensson)                           | لاعبة تنس محترفة.                                                                              |
| الدنمارك                                  | ترين برتو ماش (Trine Pertou Mach)                    | نائبة في البرلمان الدنماركي.                                                                   |
| تركيا                                     | هاجر المطيري                                         | صحفية في وكالة الأناضول للأنباء.                                                               |
| تركيا                                     | تايفون جالصي                                         | صحفية في وكالة الأناضول للأنباء.                                                               |
| إسبانيا                                   | إدواردو موريال (Eduardo Muriel)                      | صحفية في لا ماريا.                                                                             |
| فرنسا                                     | عيسى بوقانون                                         | صحفي في يورونيوز.                                                                              |
| المغرب                                    | محمد البقالي                                         | صحفي في قناة الجزيرة.                                                                          |
| النرويج                                   | عمار الحمدان                                         | صحفي في قناة الجزيرة.                                                                          |
| الجزائر                                   | عبد اللطيف بلقايم                                    | صحفي في تلفزيون الشروق.                                                                        |
| نيوزيلندا                                 | جاكوب براينت                                         | صحفي في تلفزيون ماوري.                                                                         |
| نيوزيلندا                                 | رواني بيريرا                                         | صحفي في تلفزيون ماوري.                                                                         |
| روسيا                                     | ناديا كيفوركوفا                                      | صحفية.                                                                                         |
| السويد                                    | لينارت برغرين                                        | صحفية.                                                                                         |
| ألمانيا                                   | مارتان لوجون (صحفي)                                  | صحفي.                                                                                          |
| إسرائيل                                   | أوهاد شامو                                           | صحفي في القناة الثانية.                                                                        |
| وسائل إعلام أخرى: روسيا اليوم، قناة القدس |                                                      |                                                                                                |

## سفن الأسطول
السفينة أسفله هي الوحيدة التي واصلت طريقها وتم اعتراضها من قبل قوات الاحتلال الإسرائيلية:
| السفينة           | الدولة | عدد الركاب |
| ----------------- | ------ | ---------- |
| ماريان (Marianne) | السويد | 18         |

السفن أسفله عادت بعد انطلاقها من اليونان في منتصف الطريق:
| السفينة                | الدولة  | عدد الركاب |
| ---------------------- | ------- | ---------- |
| جوليانو 2 (Juliano II) | اليونان | 12         |
| فيتوريو (Vittorio)     | اليونان | 9          |
| راشيل (Rachel)         | اليونان | 8          |

## شركاء التنظيم
تحالف أسطول الحرية (Freedom Flotilla Coalition) هو من ينظم هذا الأسطول، وهو يتكون من العديد من المنظمات والجمعيات الدولية، أسفله يوجد جميع شركاء التنظيم والتأطير من المشاركين في التحالف أو خارجه، وهم:
| - اللجنة الدولية لكسر الحصار عن غزة (International Committee for Breaking the Siege of Gaza) - الحملة الأوروبية لكسر الحصار عن غزة (The European Campaign to End the Siege on Gaza) - أميال من الابتسامات (Miles of Smiles). - مؤسسة الإغاثة الإنسانية التركية (IHH). - سفينة اليونان إلى غزة (Greece Ship to Gaza). | - السفينة الكندية إلى غزة (Canadian Boat to Gaza). - فلك غزة (Gaza's Ark). - سفينة إلى غزة (Ship to Gaza). - الابحار إلى غزة (Rumbo a Gaza). - تحالف التضامن مع فلسطين (Palestine Solidarity Alliance). |

## مقالات ذات صلة
- أسطول الحرية.
- مجزرة أسطول الحرية.
- قافلة الصمود

## روابط خارجية
- الموقع الرسمي لتحالف أسطول الحرية.
- الصفحة الرسمية للجنة الدولية لكسر الحصار عن غزة على الفيسبوك.
- الصفحة الرسمية للحملة الأوروبية لكسر الحصار عن غزة على الفيسبوك.
- الصفحة الرسمية لتحالف أسطول الحرية على الفيسبوك.
- أسطول الحرية 3 -الجزيرة نت